# Mina da Parxubeira

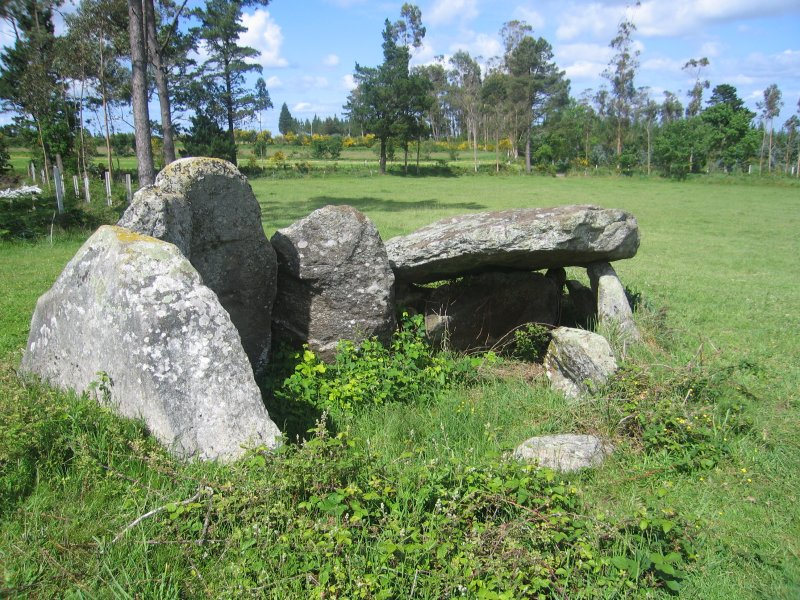

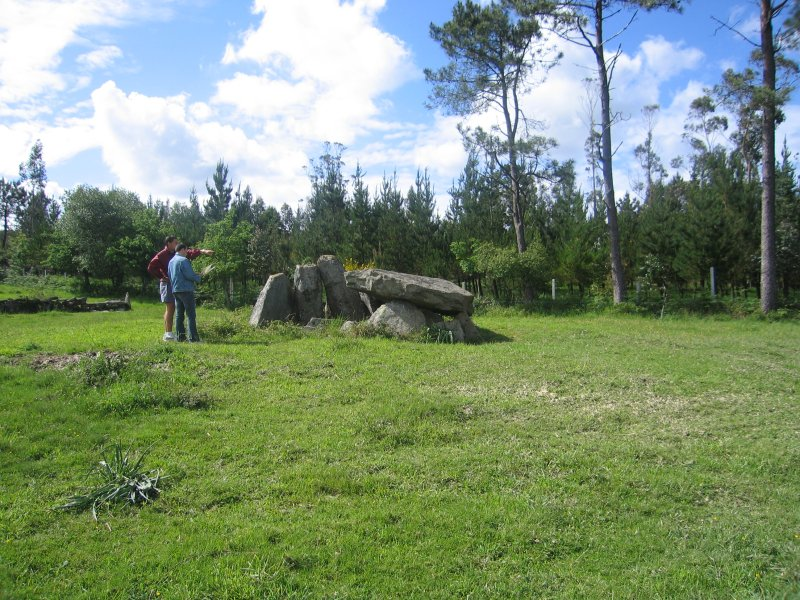

La mina da Parxubeira, también conocida como dolmen de Corveira, es un dolmen ubicado en la parroquia de Eirón, en Mazaricos, en el lugar conocido como Estivada Vella, y datado entre los milenios IV y III a. C. Se integra en la necrópolis de Sotorraño-Parxubeira-Portocoiro.
Su corredor, pequeño, está orientado hacia el este; su cámara es poligonal y falta la losa que la cubría, así como las clavas del lado sur. En total conserva trece pilares, seis en la cámara y siete en el corredor. El túmulo tuvo un diámetro de entre 19 y 22 m y contaba con una coraza de piedras.
En su interior se encontró un menaje consistente en láminas de sílex, una punta de flecha, trozos de cerámica campaniforme, cuatro astillas antropomórficas de gneis granítico y unos pequeños ídolos de cantos rodados, uno de ellos con decoración basada en incisiones, llamadas "betilos", todo lo cual se encuentra en el Museo Arqueológico de la Coruña. Las astillas y los betilos estaban clavados verticalmente frente al corredor de entrada, justo en la periferia, pero no a la vista exterior. Es posible que se colocaran para proteger al muerto como materialización simbólica de la divinidad de la muerte.